# Katharma
Katharma is een vliegengeslacht uit de familie van de roofvliegen (Asilidae).

## Soorten
- K. flagellata Oldroyd, 1960
- K. matilei Menier & Tsacas, 2001
- K. sanguinaris Oldroyd, 1960